# George Willoughby
George Willoughby (9 de dezembro de 1914 - 5 de janeiro de 2010) foi um ativista Quaker norte-americano que defendia a paz no mundo, e conduzia protestos pacíficos contra a guerra e os preparativos para a guerra..